# Клинтон, Джордж (политик)
Джордж Клинтон (англ. George Clinton; 26 июля 1739 — 20 апреля 1812) — американский государственный и военный деятель. Он был первым избранным губернатором Нью-Йорка, затем вице-президентом Соединенных Штатов при Томасе Джефферсоне и Джеймсе Мэдисоне.

## Ранние годы и участие в Революции
Джордж Клинтон родился 26 июля 1739 года в небольшом поселении Малая Британия в округе Ориндж штата Нью-Йорк. Его родителями были полковник Чарльз Клинтон (1690—1773) (англ. Charles Clinton) и Элизабет Деннистон Клинтон (1701—1779) (англ. Elizabeth Denniston Clinton), пресвитерианские иммигранты, которые покинули ирландское графство Лонгфорд в 1729 году, чтобы избежать законов, принятых ирландским парламентом, призванных заставить нонконформистов и католиков принять англиканскую церковь Ирландии. Политические интересы молодого Джорджа были вдохновлены его отцом, который был фермером, геодезистом и спекулянтом землёй, а также членом колониальной ассамблеи Нью-Йорка. Джордж Клинтон был братом генерала Джеймса Клинтона и дядей будущего губернатора штата Нью-Йорк Девитта Клинтона. Джордж Клинтон не является родственником 42-го президента США Билла Клинтона (при рождении носившего фамилию Блайт). Джорджа обучал местный шотландский священник.
В возрасте 18 лет Клинтон поступил на службу в Британскую Армию во время Франко-индейской войны, и со временем дослужился до звания лейтенанта. Затем он изучал право, впоследствии став секретарём в суде общегражданских исков, а затем работал в колониальном собрании. Позже он был избран в Континентальный конгресс, где голосовал за Декларацию независимости США, но был вызван Джорджем Вашингтоном для службы бригадным генералом народного ополчения и должен был уехать перед подписанием.
Клинтон был известен своей ненавистью к лоялистам — он применял конфискацию и продажу их имущества, чтобы помочь подавить их сопротивление. Джордж Клинтон был сторонником и другом Джорджа Вашингтона, во время тяжёлой зимовки в Велли-Фордж он поставлял продовольствие войскам. На первую в истории США инаугурацию президента Клинтон приехал вместе с Вашингтоном верхом на лошади и устроил торжественный ужин в честь этого события.

## Политическая карьера
В 1759 году он был назначен секретарём округа Алстер штата Нью-Йорк, эту должность он занимал в течение следующих пятидесяти двух лет. Он был членом Нью-Йоркского Провинциального Собрания от Ольстерского округа с 1768 до 1776 года. Он стал первым избранным губернатором Нью-Йорка в 1777 году, и был переизбран шесть раз, находясь на этой должности до 1795 года.
25 марта 1777 года Клинтон получил звание бригадного генерала Континентальной армии и 6 октября 1777 года командовал войсками в фортах Клинтон и Монтгомери. Служил в армии до её расформирования 3 ноября 1783 года.
В 1783 году в Добс-Ферри Клинтон и Вашингтон провели переговоры с генералом Гаем Карлтоном относительно вывода британских войск из их мест дислоцирования в Соединённых Штатах.
В 1787—1788 годах Клинтон публично выступал против принятия новой Конституции Соединённых Штатов. Герберт Сторинг отождествил с Клинтоном автора, который писал под псевдонимом «Cato» антифедералистские эссе, появившиеся в нью-йоркских газетах во время дебатов по поводу ратификации конституции. Однако авторство эссе поставлено под сомнение. Клинтон отозвал свои возражения только после того, как «Билль о правах» был одобрен.
В 1792 году он был выдвинут только что созданной Джефферсоном «республиканской» партией в кандидаты на пост вице-президента США. Республиканцы, поддержав вместе с большинством выдвижение Вашингтона на президентский срок, выступили против кандидатуры на пост вице-президента Джона Адамса, подозревая его в «промонархических» взглядах. Клинтон был выдвинут вместо Томаса Джефферсона, поскольку в таком случае Джефферсон и Вашингтон представляли бы один штат — Виргинию, что не допускается избирательным законодательством. Клинтон получил 50 голосов выборщиков против 77 у Адамса. Кандидатура Клинтона была дискредитирована его антифедералистскими выступлениями и его спорным, с небольшим перевесом, переизбранием на должность губернатора в 1792 году (он победил только с перевесом в 108 голосов, а голоса от округа Отсего, где большинство избирателей были настроены против Клинтона, не были учтены по техническим причинам).
В 1795 году он не стал переизбираться на пост губернатора. Некоторые лидеры демократическо-республиканской партии попытались привлечь его к участию в выборах вице-президента на выборах 1796 года, но Клинтон отказался участвовать, а партийные лидеры вместо этого обратились к другому жителю Нью-Йорка Аарону Бёрру. Тем не менее Клинтон получил 7 голосов избирателей. В апреле 1800 года вернулся в политику, и был избран в Ассамблею штата Нью-Йорк. В 1801 году под нажимом Бёрра принял участие в борьбе за кресло губернатора, и победил федералиста Стивена Ван Ренсселера. Прослужил на этом посту до 1804 года. В общей сложности он находился на этом посту 21 год, и тем самым он являлся самым долго находившимся на должности губернатором штата до 14 декабря 2015 года, когда губернатор Айовы Терри Бранстед превзошёл его.
Клинтон был вновь выдвинут кандидатом на пост вице-президента США при Джефферсоне на президентских выборах 1804 года и на сей раз был избран, сменив на этом посту Аарона Бёрра. Клинтон был выбран Джефферсоном из-за его долгой общественной службы и его популярности в электорально важном штате Нью-Йорк. Ещё одной причиной был возраст Клинтона. К моменту следующих выборов в 1808 году Джорджу было бы 69 лет, и Джефферсон ожидал, что Клинтон будет слишком стар, чтобы начать президентскую гонку против избранного преемника Джефферсона, госсекретаря Джеймса Мэдисона.
Он занимал пост вице-президента Соединенных Штатов, сначала при Джефферсоне с 1805 до 1809 года, а затем при Джеймсе Мэдисоне с 1809 до своей смерти от инфаркта миокарда в 1812 году. Клинтон был первым вице-президентом, умершим в должности. Стремясь избежать повышения престижа вице-президента, Джефферсон в значительной степени игнорировал Клинтона. Джордж был незнаком с правилами работы Сената, и многие сенаторы рассматривали его как неэффективного председательствующего.
Клинтон, при поддержки некоторых членов Демократическо-республиканской партии, недовольных внешней политикой администрации Джефферсона, попытался бросить вызов Мэдисону на выборах 1808 года. Федералистская партия, также первоначально решила поддержать его кандидатуру, но в конечном итоге сделала ставку на тандем 1804 года Чарльза Пинкни и Руфуса Кинга. В итоге Клинтон получил лишь шесть голосов выборщиков. Он занял третье место после Мэдисона и Чарльза Пинкни, но вновь получил пост вице-президента.
После выборов в 1808 году Клинтон и его сторонники выступили против администрации Мэдисона, и сумели заблокировать назначение Альберта Галлатина на пост государственного секретаря. Он также провёл важное тайное голосование, которое помешало воссозданию Первого банка Соединённых Штатов. Клинтон был одним из двух вице-президентов, занимавших должность при двух различных президентах (другим был Джон Колдвелл Кэлхун).
Первоначально он был похоронен в Вашингтоне, но в 1908 году был перезахоронен в Кингстоне штате Нью-Йорк.

## Семья
7 февраля 1770 года Клинтон женился на Саре Корнелии Тэппен (англ. Sarah Cornelia Tappen; умерла в 1800). У них было пять дочерей и один сын:
1. Кэтрин Клинтон (5 ноября 1770 — 10 января 1811). Первый брак — Джон Тайлер. Второй — Пирр Ван Кортленд-младший — сын вице-губернатора Нью-Йорка Пирра Ван Кортленда.
2. Корнелия Тэпен Клинтон (29 июня 1774 — 28 марта 1810). Вышла замуж за Эдмонда-Чарльза Генета.
3. Джордж Вашингтон Клинтон (18 октября 1778 — 27 марта 1813). Был женат на Анне Флойд, дочери Уильяма Флойда (Шурин — конгрессмен Бенджамин Толмэдж).
4. Элизабет Клинтон (10 июля 1780 — 8 апреля 1825). Вышла замуж за Маттиаса Толмэджа.
5. Марта Вашингтон Клинтон (12 октября 1783 — 20 февраля 1795).
6. Мария Клинтон (6 октября 1785 — 17 апреля 1829). Вышла замуж за Стивена Брикмэна — внука Пирра Ван Кортленда и Джоанны Ливингстон.

## Наследие
Историк Алан Тейлор описал Джорджа Клинтона как «самого проницательного политика в революционном Нью-Йорке», человека, который «понял силу символизма и новую популярность простого стиля, особенно когда его практиковал человек, обладающий средствами и достижениями, чтобы поставить себя выше простых людей». Его брак с Корнелией Тэппен укрепил его политическое положение в сильно голландском округе Алстер.
В его честь назвали: округ Клинтона в штате Нью-Йорк, округ Клинтона в штате Миссури, округ Клинтона в штате Огайо, поселение Клинтон в округе Онайда в штате Нью-Йорк и местность возле Гамильтонского колледжа. В Вашингтоне округа Колумбии установили позолоченную конную статую с ним на Коннектикут Авеню. В 1873 году штат Нью-Йорк подарил бронзовую статую Клинтона Залу Национальной Скульптурной Коллекции в Капитолии.
Он был изображен на картине Джона Трамбулла «Декларация независимости», хотя он не подписал её и не присутствовал при её подписании. В 1976 году картина появилась на реверсе двухдолларовой купюры и снова печаталась сериями в 1995 и 2003 годах.
В 2000 году мост между Риниклифф и Кингстоном в Нью-Йорке назвали мостом Джорджа Клинтона.